# U.S. Gold
U.S. Gold war ein britischer Videospiel-Verlag und Entwickler, der von Mitte der 1980er-Jahre bis Mitte der 1990er-Jahre im Spielemarkt für 8-Bit-, 16-Bit- und 32-Bit-Computer tätig war.

## Geschichte
U.S. Gold wurde in Birmingham im Jahr 1984 von Geoff Brown als Publishing-Abteilung von Centresoft, einer Computerspiel-Vertriebsgesellschaft gegründet. Hauptziel von U.S. Gold war es, populäre amerikanische Amiga-, Atari- und Commodore-64-Spiele in Großbritannien und Europa zu veröffentlichen. Dies erwies sich als ein Meilenstein für die britische Games-Publishing-Szene, in der bis zu diesem Zeitpunkt nur wenige amerikanische Spiele veröffentlicht wurden.
Brown entschloss sich, nicht nur den Preis der U.S.-Gold-Spiele auf £ 9,99 zu erhöhen, sondern auch die Spiele mit Vollfarbanzeigen in den damals populären Computerzeitschriften zu bewerben. Nachdem in Großbritannien der ZX Spectrum und später der Amstrad CPC zu den beliebtesten Heimcomputern gehörten, musste Brown die Spiele für das britische Fernsehformat umprogrammieren lassen, da es für diese Rechner keine entsprechende Anpassung gab, d. h., er musste eine Entwicklungsabteilung für U.S. Gold in England aufbauen.
Brown tat sich mit dem britischen Verlag Ocean Software aus Manchester zusammen, die verantwortlich für die Konvertierung der ersten U.S.-Gold-Spiele waren. Diese Zusammenarbeit wurde aber mit der Zeit schwieriger, da Ocean mehr und mehr mit der Entwicklung ihrer eigenen Spiele beschäftigt war. Brown entschied sich daher, seine Firma als unabhängigen britischen Entwickler mit eigenen Entwicklungsstudios aufzustellen.
1988 schloss U.S. Gold für zwei Millionen Pfund einen Vertrag mit dem japanischen Spielehersteller Capcom über die Portierungen von zehn zumeist Arcade-Spielen auf Heimcomputer. Die ersten angekündigten Portierungen waren die Titel Street Fighter, Tiger Road, 1943 und Black Tiger. Später folgten noch Final Fight, Street Fighter II, Ghouls ’n Ghosts, Mercs, Forgotten Worlds und die Game-Gear-Version des Spiels Mega Man. Nach der Portierung des Capcom-Spiels Strider entwickelte U.S. Gold die Fortsetzung Strider II in Eigenregie. Ebenfalls 1988 wurde das Unternehmen bei den Golden Joystick Awards als bestes Softwarehaus ausgezeichnet.
U.S. Gold hatte zwei Entwicklungsstudios, die für die Firma arbeiteten: Silicon Dreams und Core Design. Silicon Dreams wurde von U.S. Gold gegründet, wohingegen Core Design 1994 über die Konzernmutter CentreGold eingekauft worden war. Dieser Plan ging auf, woraufhin U.S. Gold durch die Verpflichtung weiterer kleinerer Entwickler und den Kauf anderer Lizenzen auch zum sehr erfolgreichen Vertriebsunternehmen wurde. Gleichzeitig wurde Centresoft zum größten Spiele-Distributor in Großbritannien. Verschiedene populäre Videospiele wurden von U.S. Gold auf den IBM PC portiert, wie z. B. Street Fighter II, Beach Head, Zaxxon, Impossible Mission, und viele Sportspiele wie World Cup Italia '90 und World Cup USA '94.
Das letzte im Handel veröffentlichte Spiel, welches das U.S.-Gold-Logo tragen sollte, war Olympic Games: Atlanta 1996, das im Juni 1996 für Sega Saturn, PlayStation, PC und 3DO veröffentlicht wurde. Im April 1996 übernahm Eidos Interactive die gesamte CentreGold-Gruppe und damit auch Centresoft, U.S. Gold, Silicon Dreams und Core Design.

### Labels
Für den Vertrieb der Spiele in Europa verwendete U.S. Gold zahlreiche Labels. Das bekannteste davon ist Synsoft, was heute fälschlicherweise oft mit Synapse Software gleichgesetzt wird. Allerdings wurden unter dem Label Synsoft lediglich Spiele von Synapse Software in Europa vertrieben.
Zu den bekannten U.S.-Gold-Labels gehören:
- All American Adventures
- Americana Software
- Go!
- Kixx!
- Synsoft